# Sidney Raebiger
Lars Sidney Raebiger (Freiberg, 2005. augusztus 17. –) német származású profi labdarúgó. Posztját tekintve középpályás, a Bundesliga 2-ben szereplő Greuther Fürth játékosa.

## Pályafutása

### RB Leipzig

#### Ifjúsági karrier
2015-ben 10 évesen csatlakozott az RB Leipzig akadémiájához. 2019-ben 14 évesen már két korosztállyal feljebb játszott az U17-es csapatban.

#### A felnőttcsapatban
2021. május 16-án Julian Nagelsmann az együttes akkori vezetőedzője nevezte először a VfL Wolfsburg elleni bajnoki mérkőzésre.
A 2021/22-es idény előtt írta alá első profi szerződését 2024-ig.
A csapat új vezetőedzője, Jesse Marsch az előszezonban lehetőséget adott neki, többek között a Montpellier és az Ajax elleni barátságos találkozókon.

#### 2021–22
Augusztus 7-én lépett pályára hivatalosan a csapatban, az SV Sandhausen elleni Német Kupa mérkőzésen, a 78. percben Kevin Kampl helyett. Amivel a lipcseiek történetének legfiatalabb játékosa lett; 16 évesen és 112 naposan. 2022. január 8-án mutatkozott be a bajnokságban az 1. FSV Mainz 05 ellen Szoboszlai Dominik cseréjeként és ezzel Joscha Wosz korábbi rekordját adta át a múltnak, miszerint ő lett a klub legfiatalabb debütálója a bajnokságban.

#### Greuther Fürth
2022. június 20-án három évre írt alá a Greuther Fürth csapatához.

## Statisztika
2022. június 20-i állapot szerint.
| Klub             | Szezon           | Bajnokság        | Bajnokság | Bajnokság | Kupa  | Kupa  | Nemzetközi | Nemzetközi | Összes | Összes |
| Klub             | Szezon           | Liga             | Mérk.     | Gólok     | Mérk. | Gólok | Mérk.      | Gólok      | Mérk.  | Gólok  |
| ---------------- | ---------------- | ---------------- | --------- | --------- | ----- | ----- | ---------- | ---------- | ------ | ------ |
| RB Leipzig       | 2020–21          | Bundesliga       | 0         | 0         | 0     | 0     | 0          | 0          | 0      | 0      |
| RB Leipzig       | 2021–22          | Bundesliga       | 1         | 0         | 1     | 0     | 0          | 0          | 2      | 0      |
| RB Leipzig       | Összesen         | Összesen         | 1         | 0         | 1     | 0     | 0          | 0          | 2      | 0      |
| Greuther Fürth   | 2022–23          | Bundesliga 2     | 0         | 0         | 0     | 0     | 0          | 0          | 0      | 0      |
| Greuther Fürth   | Összesen         | Összesen         | 0         | 0         | 0     | 0     | 0          | 0          | 0      | 0      |
| KARRIER ÖSSZESEN | KARRIER ÖSSZESEN | KARRIER ÖSSZESEN | 1         | 0         | 1     | 0     | 0          | 0          | 2      | 0      |

## Sikerei, díjai
RB Leipzig
- Német Kupa: 2021/22